# Шегендык
Шегендык, шегендик, чегендык, чегендик (каз. шегендік) — казахский род в составе племенного объединения аргын Среднего Жуза. Один из родов в составе крупного родового объединения Бес Мейрам (союза пяти родов).

## Шежире

### Версия Шакарима
Шакарим Кудайбердиев происхождение рода шегендык (шегндик) возводил к Аргун-ага (Аргын-ага), ойратскому наместнику, служившему в Ильханате Хулагу.
Согласно шежире, приводимому Шакаримом, потомок Аргын-аги — Кодан. Его сын — Даирходжа (Акжол). От старшей его жены — Караходжа. От старшей жены Караходжи — Мейрам. От старшей жены Мейрама — Куандык, Суюндик, Бегендик, Шегендик. Сын Бегендика — Козган, сын Шегендика — Каксал. Каракесеки произошли от сыновей Болата, сына младшей жены Мейрама.

### Версия М. Ж. Копеева
Иная версия происхождения рода шегендык описана М. Ж. Копеевым.
Родоначальником родов Среднего жуза, согласно устным преданиям, был Жанарыс. От старшей жены Жанарыса — Каракожа, Аккожа, Актамбердыкожа, Даракожа. От Каракожа — Аргын. Имя старшей жены Аргына — Аргуль байбише. От неё у Аргына родились два сына — Котан, Ботан. От своего предка Котан Мейрам сопы родился единственным.
Невесту Мейрама звали Нурфая. Выдавали её замуж зимой, и не было у неё матери в живых. А потому сопровождать её вместо матери взялась сноха, жена её брата. По прибытии на новое место невеста быстро освоилась в доме, но между тем случилась промеж сторон вражда и сопровождавшая невестку сноха не смогла вернуться к своим. Нурфая сказала мужу: «Мне жаль отдавать свою сноху другому мужчине и лучше женись на ней ты сам». Сама Нурфая стала матерью двоих детей Мейрама — Куандыка и Суюндыка. От снохи её родились двое — Бегендык и Шегендык.  У наложницы её от Мейрама родился Болаткожа, прозванный Каракесеком. Имя той наложницы — Каркабат.
Куандык родился намного раньше Суюндыка и, когда у Куандыка было уже шесть сыновей, Суюндык ещё не был женат. Нурфая байбише сосватала четырёх девушек и женила на них своих сыновей — Суюндык, Бегендык, Шегендык и усыновленного Олжакелды, выдав четырём причитаемую долю наследства. Назвали этих четырёх — Тортуыл, что означает четыре сына. Бегендык известен как Козган, Шегендык — Каксал, Олжакелды — Каржас. Хотя они и не в полном родстве, но в случае произношения урана «тортуыл» они быстро объединяются.

## История
Согласно Ч. Ч. Валиханову, возможна связь между племенем чегендык (шегендык), ныне проживающим на р. Ишим в Атбасарской степи, с древним племенем чеген, обитавшим на территории Казахстана ещё до арабского завоевания.

### Происхождение
Как полагают исследователи, в этногенезе аргынских родов приняли участие иранские, тюркские и монгольские народы. По мнению ряда исследователей, иранский компонент представлял собой субстрат, тогда как тюркские и монгольские компоненты — суперстрат. Комплексное изучение генеалогии и генофонда аргынов позволяет предполагать, что основным родоначальником аргынов является золотоордынский эмир Караходжа (XIV в.) или его ближайшие предки. В то время, когда общность потомков прото-аргынов приняла социокультурный характер родоплеменной общности и стала отождествлять себя в качестве потомков единого предка Аргына, они уже были, вероятнее всего, тюркоязычной группой также, как и сам генеалогический основатель клана Караходжа.
Ряд авторов придерживается мнения, что первоначальным ядром и первыми носителями этнонима аргын/аргун были монгольские племена. М. Т. Тынышпаев полагал, что аргыны восходят к нирун-монгольскому племени арикан. Ч. Ч. Валиханов включал аргынов в число монгольских народов Джагатайской орды. Согласно другой версии, аргыны являются потомками Аргун-ага, ойратского наместника, служившего в Ильханате Хулагу. Согласно К. Этвуду, аргыны (аргуны) происходят от завоёванных степных народов Монгольского плато, подчинённых монголами и приведённых на запад монгольским завоеванием. По его мнению, аргыны (аргуны) представляли собой онгутский клан.

### Расселение
Согласно сведениям Г. Н. Потанина, аргынские роды козган и каксал проживали на территориях Атбасарского и Павлодарского уездов. Согласно М. С. Муканову, зимовки родов куандык и шегендык были разбросаны в треугольнике между реками Ишим, Жабай, Ащилы и восточной границей Атбасарской волости. Летние пастбища располагались по речке Ащилы, оз. Кулуколь, к югу от Ишима в урочищах Суйнак, Кайнарлы, озерам Варган и Кшкенеколь. Ю. А. Евстигнеев упоминает шегендыков в числе родов Тургайского уезда.

## Известные представители
- Асыгат Асиевич Жабагин — государственный деятель Республики Казахстан.
- Музафар Алимбаев — казахский поэт и писатель. Участник Великой Отечественной войны.